# ميهايشت
ميهايشت هي بلدية تقع في إقليم أرجيش في رومانيا.